# 柳曽健二
柳曽 健二（やなぎそ けんじ、1940年11月9日 - ）は、日本の経営者、銀行家。泉州銀行頭取を務めた。

## 経歴
大阪府出身。1963年に大阪市立大学商学部を卒業し、同年に泉州銀行に入行。1989年6月に取締役に就任し、1995年6月に常務、1997年6月に専務を経て、1999年6月から2001年3月までに頭取を務めた。